# Paul Désirant

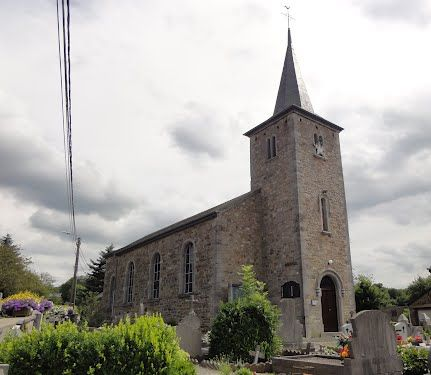
De kerk van Désirant in Devantave en het kerkhof waar Désirant na de Tweede Wereldoorlog (her)begraven is.

Paul Désirant (Vaux-sous-Chèvremont, 23 november 1910 - Luik, 31 augustus 1943) was een Belgisch pastoor en verzetsstrijder.

## Priesterschap
De jonge Paul liep lagere school in Vaux-sous-Chèvremont en volgde het middelbaar in Dinant, naar waar zijn gezin was verhuisd. Omdat zijn gezondheid niet sterk genoeg was voor missiewerk in Afrika, besloot hij een priesteropleiding te volgen aan het grootseminarie van Namen. In 1934 werd hij tot priester gewijd in de Onze-Lieve-Vrouwekerk van Dinant. Als onderpastoor bediende hij achtereenvolgens de parochies Andenelle, Dinant en Bioul in de Ardennen. In 1938 werd hij pastoor van Devantave, een dorp in Rendeux.

## Activiteit in de Tweede Wereldoorlog
In het spoor van zijn ouders werd Désirant van bij de Duitse invasie actief in het verzet. Zijn vader was een oudstrijder. Zoon Paul werd lid van verschillende weerstandsorganisaties, waaronder de Belgische Nationale Beweging. In het inlichtingennetwerk Clarence droeg hij de codenaam Méricourt, naar Théroigne de Méricourt. 
Na een diefstal van explosieven werd Désirant op 27 mei 1943 gearresteerd in zijn pastorij, in navolging van zijn kompaan Alphonse Possemiers. Ze werden opgesloten in de prison Saint-Léonard en hardhandig ondervraagd, urenlang opgehangen aan hun voeten, maar geen van beide loste enige informatie. Op 13 augustus sprak de Krijgsraad van de Luikse Oberfeldkommandantur het doodvonnis uit voor het niet-aangeven van wapenbezitters. De twee kwamen op 31 augustus 1943 voor het vuurpeloton in de Citadel van Luik. Désirant zong het Te Deum op weg naar de executiepaal en riep vóór het fatale salvo Vive la Belgique. 
Hij is na de oorlog herbegraven in Devantave bij de ingang van zijn kerk.